# Kempele
Kempele is een gemeente in de Finse provincie Oulu en in de Finse regio Noord-Österbotten. De gemeente heeft een landoppervlakte van 110,14 km² en telt 19.300 inwoners (2022).